# Bachia panoplia
Espèce
Statut de conservation UICN

 LC  : Préoccupation mineure
Bachia panoplia est une espèce de sauriens de la famille des Gymnophthalmidae.

## Répartition
Cette espèce se rencontre en Amazonas au Brésil et au Vaupés en Colombie.

## Publication originale
- Thomas, 1965 : A new species of Bachia (Sauria: Teiidae) from Brasil. Herpetologica, vol. 21, no 1, p. 18-22.